# Édiacarien
Stratigraphie
Cryogénien Cambrien
Paléozoïque
Paléogéographie et climat
Faune et flore
L'Édiacarien est la troisième et dernière période du Néoprotérozoïque, et la dernière de tout le Précambrien. Il s'étend de −635 à −541 Ma,,.
Le nom « Édiacarien », transcrit de l'anglais Ediacaran, fait référence aux collines Ediacara, au sud de l'Australie, où des fossiles très particuliers ont été retrouvés en 1946 par Reginald C. Sprigg et étudiés dans les années 1950 par Martin Glaessner. Glaessner a d'abord pensé qu'il s'agissait de formes primitives d'animaux tels que des vers ou des coraux. Pendant les décennies suivantes, beaucoup d'autres fossiles précambriens ont été découverts en Australie, mais également dans la zone de la mer Blanche, en Russie, dans le sud-est de l'Afrique et dans l'est de Terre-Neuve (dont la péninsule d'Avalon a donné le nom d'explosion d'Avalon). Historiquement, le nom a été utilisé de diverses façons puis a été ratifié en 2004 par l'IUGS. Ce système a antérieurement été nommé Vendien ou parfois Néo Prot-III.

## Biota

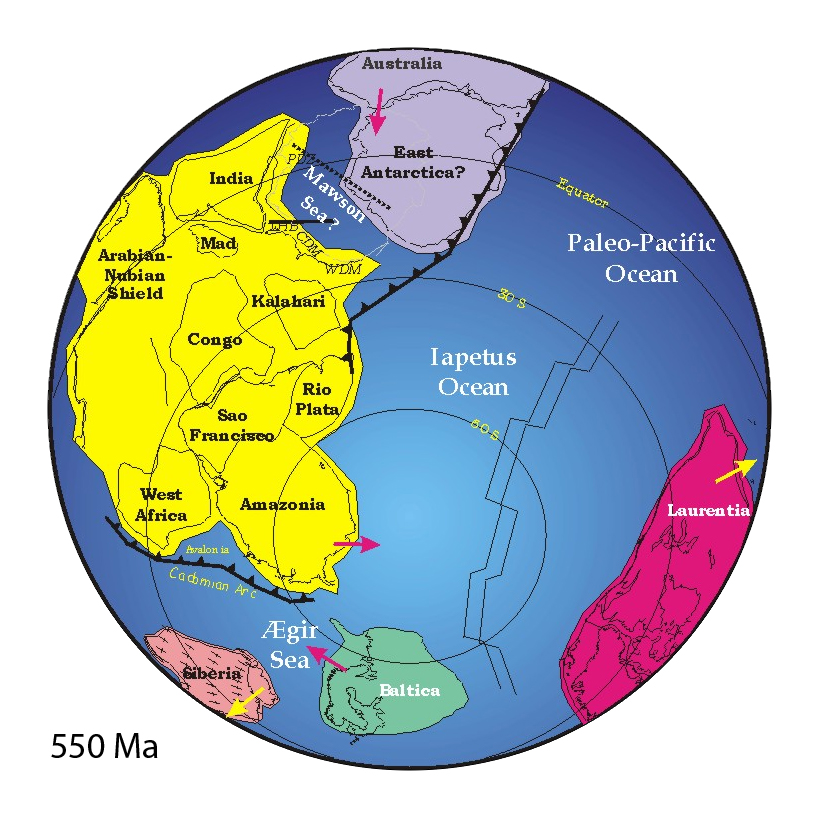
Restitution des continents il y a 550 Ma : la Rodinie s'est déjà fragmentée.

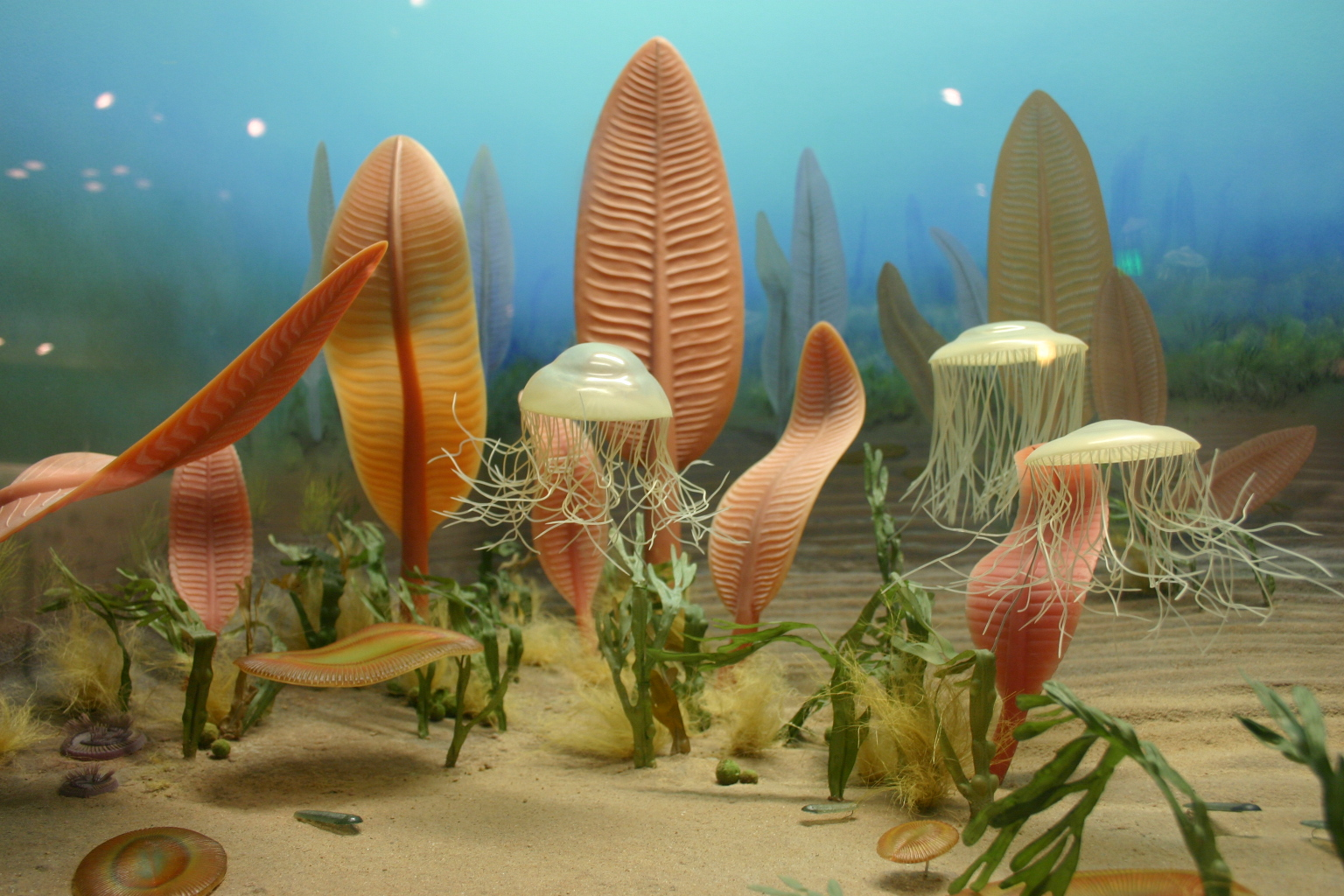
Biodiversité marine à l'Édiacarien.

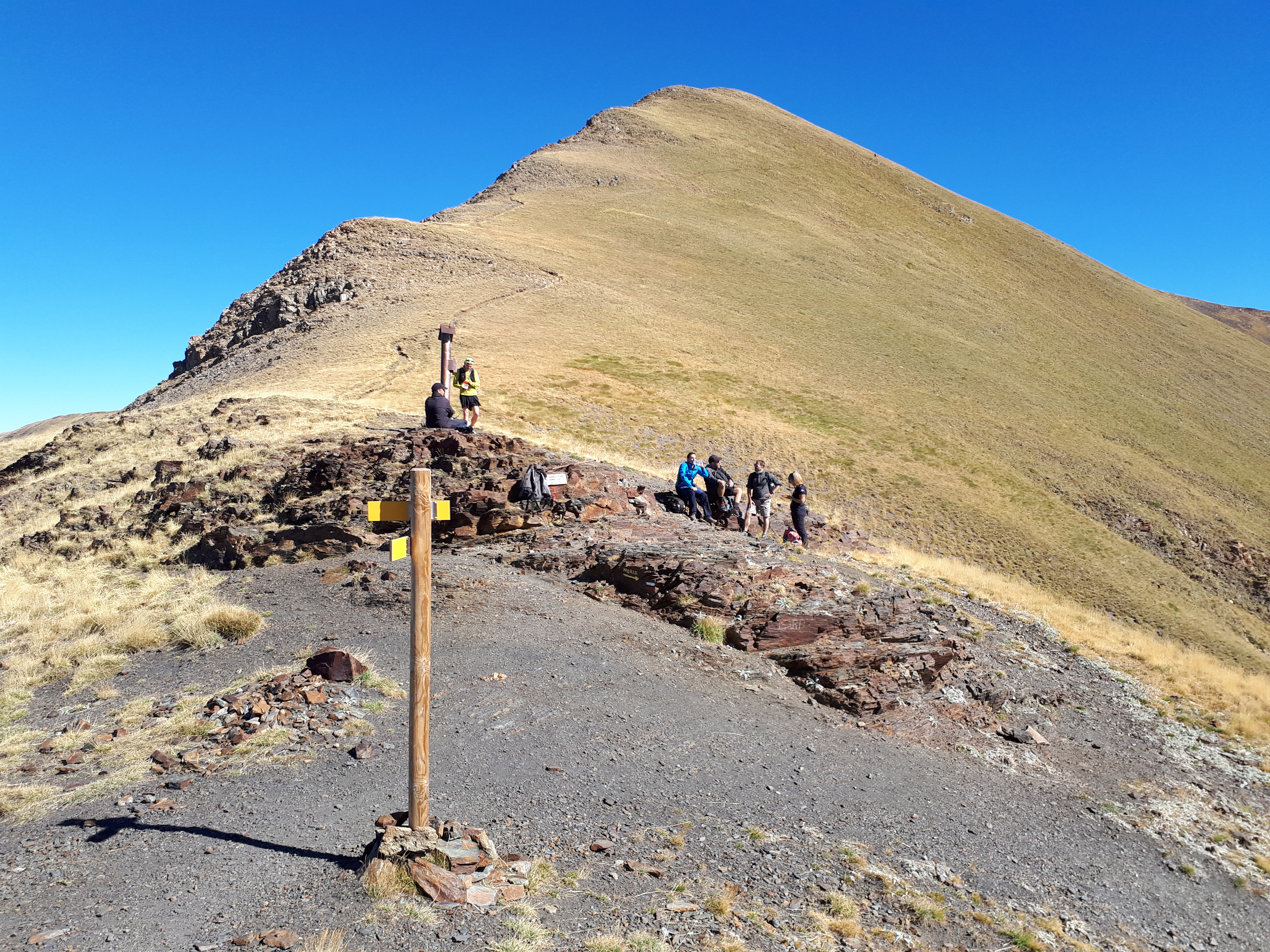
Affleurement de métapélite édiacarienne, avec une patine ferrugineuse, sur le coll de Finestrelles, altitude 2604 mètres, Pyrénées-Orientales (66). L'escarpement un peu au-dessus et à gauche est un affleurement de conglomérat dont l'âge se situe à la limite entre l'édiacarien et le cambrien.

Les fossiles datant de la période de l'Édiacarien sont rares, du fait que les organismes à coquilles dures pouvant se fossiliser facilement n'ont pas encore fait leur apparition. Les relevés incluent néanmoins les plus anciennes traces de vie multicellulaire dont on soit sûr (avec présence de tissus spécialisés). Les types les plus communs ressemblent à des vers segmentés, des frondes, des disques, ou des sacs immobiles.
Des foraminifères à tests agglutinés ont été trouvés dans des sédiments datant de la fin de l'Édiacarien en Sibérie occidentale.
On croit communément que les fossiles de l'Édiacarien sont les plus anciennes traces de vie pluricellulaire, datées de 585 Ma, mais en fait, avant ceux-ci, les algues rouges étaient déjà apparues il y a environ -1 200 Ma, et avant celles-ci, les gaboniontes sont datés de -2 100 Ma sans qu'une filiation puisse être démontrée entre ces êtres vivants,.
Il y a des preuves de l'existence d'une extinction de masse à la fin de l'Édiacarien à l'époque où les premiers animaux induisent un changement de l'environnement.

### Faune

#### Formation de Doushantuo, province de Guizhou dans le sud de la Chine
Cette formation est devenue célèbre en 1998 lorsque des fossiles ont été décrits comme étant les premiers stades de développement d'embryons de métazoaires. Des études ont montré que les cellules en division de ces embryons ne contenaient pas de chromosomes comme chez les Métazoaires mais que, au contraire, les noyaux se divisaient par étirement. Ces embryons peuplaient les océans il y a 570 millions d'années.

#### Site des collines d'Ediacara (Australie)

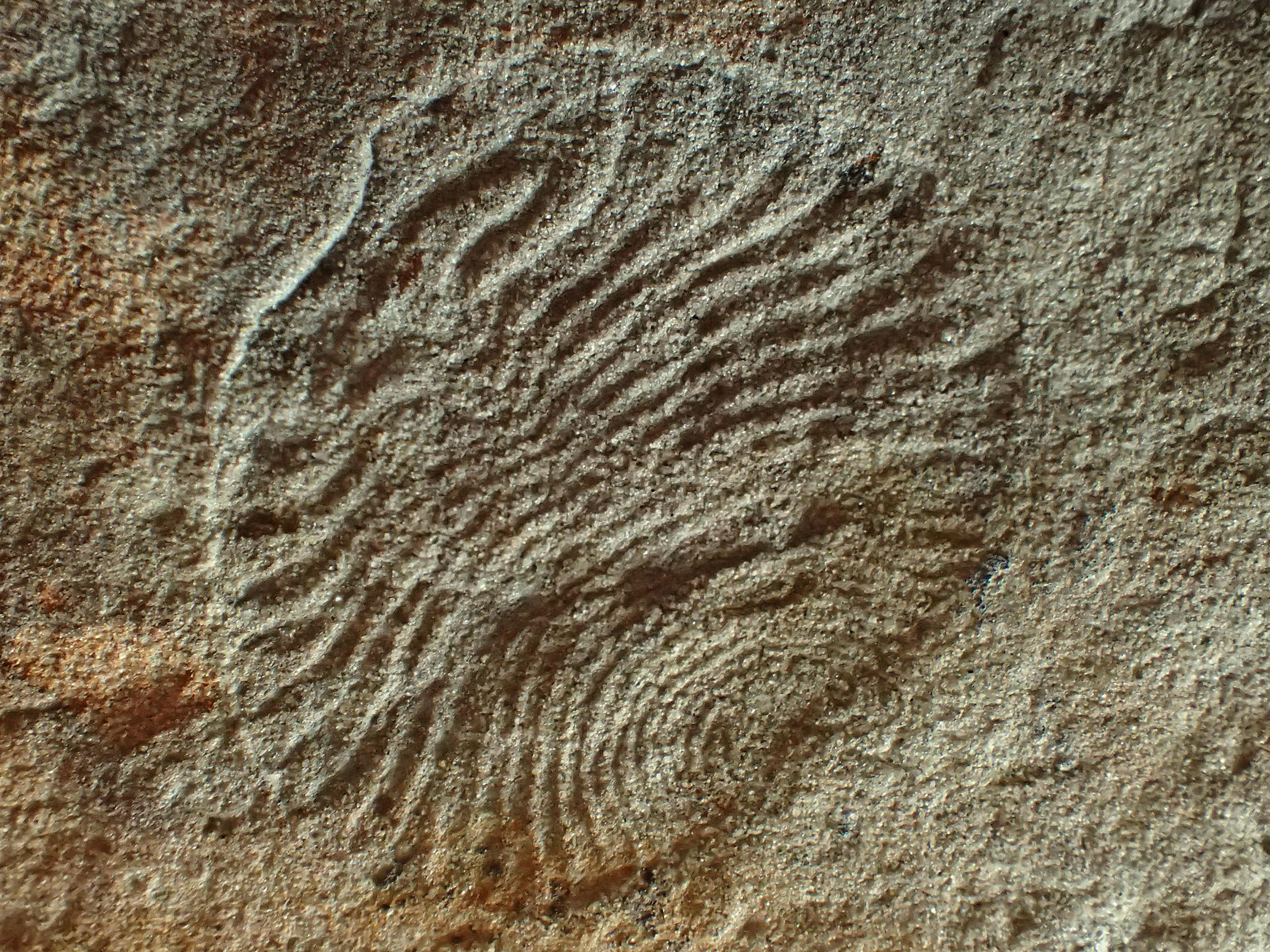
Archaeaspinus, un des membres de la faune de l'Édiacarien, est un des représentants de l'embranchement des Proarticulata qui inclut aussi Dickinsonia et Karakhtia.

Son nom fait référence aux collines Ediacara, au sud de l'Australie, où des fossiles ont été retrouvés en 1946 par Reginald C. Sprigg. Elle est apparue de plus en plus énigmatique. En effet, si certains de ces fossiles, comme Kimberella, Bomakellia et Xenusion, ou même certaines faunes de petits coquillages, peuvent être rattachés à des formes de vie du Cambrien, beaucoup d'autres, par exemple en forme de goutte, de disque, de fronde ou de domino, n'ont pas de relations connues avec une faune postérieure. Actuellement[Quand ?], le classement de ces espèces est sujet à controverse.
La faune de l'Édiacarien est appelée parfois faune vendienne. Il a été proposé d'ajouter le nouvel embranchement des Vendozoaires pour regrouper les formes de classification incertaine.
Auroralumina était un cnidaire,.